# Robert Kousal
Robert Kousal (* 7. října 1990, Vyškov) je český hokejový útočník momentálně hrající v české hokejové extralize za tým HC Dynamo Pardubice.

## Ocenění a úspěchy
- 2008 MS-18 D1A - Nejtrestanější hráč
- 2018 Swiss Cup - Nejproduktivnější hráč

## Prvenství
- Debut v ČHL - 9. března 2008 (PSG Zlín proti HC Eaton Pardubice)
- První gól v ČHL - 17. listopadu 2009 (HC ČSOB Pojišťovna Pardubice proti HC Mountfield, brankáři Romanu Turkovi)
- První asistence v ČHL - 22. ledna 2010 (HC ČSOB Pojišťovna Pardubice proti Bílí Tygři Liberec)

## Klubové statistiky
| Sezóna       | Klub                         | Soutěž       |     | Základní část | Základní část | Základní část | Základní část | Základní část |   | Play off | Play off | Play off | Play off | Play off |
| Sezóna       | Klub                         | Soutěž       | Z   | G             | A             | B             | TM            | Z             | G | A        | B        | TM       |          |          |
| 2008/09      | Oshawa Generals              | OHL          | 62  | 8             | 14            | 22            | 41            | —             | — | —        | —        | —        |          |          |
| 2009/10      | HC Eaton Pardubice           | ČHL          | 30  | 3             | 2             | 5             | 6             | 13            | 0 | 2        | 2        | 6        |          |          |
| 2009/10      | HC Chrudim                   | 1.ČHL        | 4   | 1             | 4             | 5             | 0             | —             | — | —        | —        | —        |          |          |
| 2010/11      | HC Eaton Pardubice           | ČHL          | 36  | 1             | 5             | 6             | 14            | 8             | 0 | 0        | 0        | 6        |          |          |
| 2010/11      | HC Vrchlabí                  | 1.ČHL        | 15  | 5             | 4             | 9             | 28            | 6             | 3 | 1        | 4        | 2        |          |          |
| 2011/12      | HC ČSOB Pojišťovna Pardubice | ČHL          | 52  | 14            | 14            | 28            | 32            | 19            | 0 | 7        | 7        | 6        |          |          |
| 2012/13      | HC ČSOB Pojišťovna Pardubice | ČHL          | 51  | 10            | 17            | 27            | 56            | 5             | 1 | 0        | 1        | 6        |          |          |
| 2013/14      | HC ČSOB Pojišťovna Pardubice | ČHL          | 32  | 11            | 11            | 22            | 66            | —             | — | —        | —        | —        |          |          |
| 2013/14      | HC Viťaz                     | KHL          | 16  | 1             | 2             | 3             | 10            | —             | — | —        | —        | —        |          |          |
| 2014/15      | HC Viťaz                     | KHL          | 52  | 9             | 10            | 19            | 48            | —             | — | —        | —        | —        |          |          |
| 2015/16      | Metallurg Novokuzněck        | KHL          | 55  | 9             | 18            | 27            | 38            | —             | — | —        | —        | —        |          |          |
| 2016/17      | HC Davos                     | NLA          | 47  | 14            | 16            | 30            | 24            | 10            | 1 | 4        | 5        | 10       |          |          |
| 2017/18      | HC Davos                     | NLA          | 37  | 7             | 19            | 26            | 40            | 5             | 1 | 2        | 3        | 0        |          |          |
| 2018/19      | Brynäs IF                    | SEL          | 40  | 9             | 6             | 15            | 24            | —             | — | —        | —        | —        |          |          |
| 2019/20      | HC Dynamo Pardubice          | ČHL          | 43  | 10            | 23            | 33            | 34            | —             | — | —        | —        | —        |          |          |
| 2020/21      | HC Dynamo Pardubice          | ČHL          | 42  | 8             | 24            | 32            | 48            | 8             | 0 | 4        | 4        | 10       |          |          |
| 2021/22      | HC Dynamo Pardubice          | ČHL          | 56  | 11            | 29            | 40            | 24            | 8             | 0 | 2        | 2        | 4        |          |          |
| 2022/23      | HC Dynamo Pardubice          | ČHL          | 44  | 12            | 21            | 33            | 50            | 11            | 0 | 7        | 7        | 6        |          |          |
| 2023/24      | HC Dynamo Pardubice          | ČHL          | 52  | 10            | 31            | 41            | 24            | 16            | 3 | 4        | 7        | 2        |          |          |
| Celkem v KHL | Celkem v KHL                 | Celkem v KHL | 123 | 19            | 30            | 49            | 96            | —             | — | —        | —        | —        |          |          |
| Celkem v ČHL | Celkem v ČHL                 | Celkem v ČHL | 438 | 90            | 177           | 267           | 354           | 90            | 4 | 26       | 30       | 46       |          |          |

## Reprezentace
| Rok                       | Tým                       | Soutěž                    | Z  | G | A  | B  | TM |
| ------------------------- | ------------------------- | ------------------------- | -- | - | -- | -- | -- |
| 2008                      | Česko 18                  | MS-18 D1A                 | 5  | 1 | 4  | 5  | 31 |
| 2010                      | Česko 20                  | MSJ                       | 6  | 2 | 6  | 8  | 2  |
| 2016                      | Česko                     | MS                        | 8  | 2 | 1  | 3  | 6  |
| 2018                      | Česko                     | MS                        | 6  | 0 | 0  | 0  | 4  |
| Juniorská kariéra celkově | Juniorská kariéra celkově | Juniorská kariéra celkově | 11 | 3 | 10 | 13 | 33 |
| Seniorská kariéra celkově | Seniorská kariéra celkově | Seniorská kariéra celkově | 14 | 2 | 1  | 3  | 10 |